# アレクサンドル・ドバ
アレクサンドル・ルドヴィーコ・ドバ（ポーランド語: Aleksander Ludwik Doba、1946年9月9日 - 2021年2月22日）は、ポーランドの工学者、旅行者、カヌーイスト、『ナショナル ジオグラフィック』の2015年のトラベラーズ・オブ・ザ・イヤー。
ドバは、1946年9月9日にスヴァジェンズで生まれた。2021年2月22日にキリマンジャロ（タンザニア）で死んだ。

## 作品
- Olo na Atlantyku (2012)